# Silversidartade fiskar
Silversidartade fiskar (Atheriniformes) är en ordning av fiskar. Silversidartade fiskar ingår i klassen strålfeniga fiskar (Actinopterygii). Enligt Catalogue of Life omfattar ordningen Atheriniformes 328 arter. 
Familjer enligt Catalogue of Life och Dyntaxa:
- silversidefiskar
- Atherinopsidae
- Bedotiidae
- Dentatherinidae
- Melanotaeniidae
- Notocheiridae
- Phallostethidae
- Pseudomugilidae
- Telmatherinidae